# Eupithecia chimera
Eupithecia chimera är en fjärilsart som beskrevs av Dyar 1918. Eupithecia chimera ingår i släktet Eupithecia och familjen mätare. Inga underarter finns listade i Catalogue of Life.